# エッセンシャル・ベスト 麻丘めぐみ
『エッセンシャル・ベスト 麻丘めぐみ』（エッセンシャル・ベスト あさおかめぐみ）は、麻丘めぐみのベスト・アルバム。発売日は2007年8月22日。発売元はビクターエンタテインメント。規格品番：VICL-62486。

## 解説
アイドル歌手・麻丘めぐみが1970年代にリリースした全19枚のシングルA面曲から、15曲が選ばれたベスト・セレクションCD。収録されなかった楽曲は、「女の子なんだもん」「卒業」「夜霧の出来事」「銀世界」の4タイトルである。
タイトルの“エッセンシャル・ベスト”とは、レコード・メーカー共同企画の期間限定生産・廉価シリーズ名称。ビクターエンタテインメントのほか、EMIミュージック・ジャパン、コロムビアミュージックエンタテインメント、ソニー・ミュージック系列、ポニーキャニオン、ユニバーサルミュージック（50音順）などが参画している。
2009年には、1970年代の全シングルA面／B面曲が網羅された2枚組ベスト『GOLDEN☆BEST 麻丘めぐみ』が発売された。

## 収録曲
1. 芽ばえ
  - 作詞: 千家和也、作曲: 筒美京平、編曲: 高田弘
  - 第14回日本レコード大賞・最優秀新人賞 受賞。
2. 悲しみよこんにちは
  - 作詞: 千家和也、作曲: 筒美京平、編曲: 高田弘
3. 森を駈ける恋人たち
  - 作詞: 山上路夫、作曲・編曲: 筒美京平
4. わたしの彼は左きき
  - 作詞: 千家和也、作曲・編曲: 筒美京平
  - オリコン・ヒットチャート第1位、第24回NHK紅白歌合戦 歌唱曲。
  - 第15回日本レコード大賞・大衆賞 受賞。
5. アルプスの少女
  - 作詞: 千家和也、作曲・編曲: 筒美京平
6. ときめき
  - 作詞: 千家和也、作曲・編曲: 筒美京平
7. 白い部屋
  - 作詞: 千家和也、作曲・編曲: 筒美京平
8. 悲しみのシーズン
  - 作詞: 千家和也、作曲: 筒美京平、編曲: あかのたちお
9. 雪の中の二人
  - 作詞: 千家和也、作曲・編曲: 馬飼野康二
10. 水色のページ
  - 作詞: 山上路夫、作曲: 浜圭介、編曲: 馬飼野俊一
11. 恋のあやとり
  - 作詞: 岡田冨美子、作曲:浜圭介、編曲: 竜崎孝路
12. 美しく燃えながら
  - 作詞: さいとう大三、作曲・編曲: 馬飼野俊一
13. 白い微笑
  - 作詞: さいとう大三、作曲・編曲: 馬飼野俊一
14. 夏八景
  - 作詞: 阿久悠、作曲・編曲: 筒美京平
15. ねえ
  - 作詞: 喜多条忠、作曲・編曲: 川口真